# Scariates basipennis
Scariates basipennis är en skalbaggsart som beskrevs av Leon Fairmaire 1894. Scariates basipennis ingår i släktet Scariates och familjen långhorningar.
Artens utbredningsområde är Madagaskar. Inga underarter finns listade i Catalogue of Life.